# Proprioseiulus dahonagnas
Proprioseiulus dahonagnas är en spindeldjursart som först beskrevs av Schicha och Corpuz-Raros 1992.  Proprioseiulus dahonagnas ingår i släktet Proprioseiulus och familjen Phytoseiidae. Inga underarter finns listade i Catalogue of Life.